# Бигелоу, Бам Бам
Скотт Чарльз Бигело́у (англ. Scott Charles Bigelow, 1 сентября 1961, Маунт-Лорел, Нью-Джерси — 19 января 2007, Хадсон, Флорида) — американский рестлер, более известный под псевдонимом Бам Бам Бигело́у (англ. Bam Bam Bigelow).
Бигелоу наиболее известен по выступлениям в промоушенах New Japan Pro-Wrestling, World Wrestling Federation (WWF), World Championship Wrestling (WCW) и Extreme Championship Wrestling (ECW) в период с 1987 по 2001 год. В течение своей карьеры он выиграл множество титулов, включая титул чемпиона мира ECW в тяжёлом весе и титул командного чемпиона мира WCW. В 2013 году Бигелоу был признан WWE как «самый естественный, подвижный и физически развитый здоровяк за последние 25 лет».

## Ранняя жизнь
Бигелоу родился 1 сентября 1961 года в Маунт-Лорел, Нью-Джерси, США. Он учился в средней школе Нептуна в Нептун Тауншип, Нью-Джерси. Хотя он не окончил школу, он получил награды за участие в американском футболе и борьбе. На втором курсе он занял третье место в турнире по борьбе штата Нью-Джерси 1979 года, но пропустил выпускной сезон из-за кисты в пояснице. В возрасте около 20 лет Бигелоу участвовал в турнирах по армрестлингу. После ухода из средней школы Бигелоу работал на разных работах, включая телохранителя, вышибалу и охотника за головами. Бигелоу заявил, что во время работы охотником за головами в Мексике он был ранен в спину беглецом и заключен в тюрьму на шесть месяцев в Мехико.

## Личная жизнь
В 2000 году Бигелоу и его жена Дана Фишер, с которой у них было четверо детей, развелись. В 2005 году Фишер подала в суд на Бигелоу за неуплату алиментов на ребёнка.
В июле 2000 года Бигелоу вынес трёх детей из горящего дома, находившегося неподалёку от его собственного и получил ожоги 40 % тела. Период восстановления в госпитале занял 2 месяца. В память о том событии у Бигелоу была сделана татуировка на голове в виде языков пламени.
Снялся в эпизодической роли в комедии «Майор Пэйн».
В ноябре 1996 года Бигелоу дебютировал в смешанных единоборствах, выйдя на матч против Кимо Леопольдо в U-Japan. Бой продлился 2 минуты с безоговорочным доминированием Леопольдо, разбившего Бигелоу лицо и победившего удушением. В интервью в 1998 году Бигелоу сообщил, что матч имел договорной характер за сумму в $100,000 США.

## Смерть
Утром 19 января 2007 года, Бигелоу был найден мёртвым в своем доме, примерно в 10:00 утра, в городе Хадсон, Флорида. Ему было 45 лет. Результаты вскрытия показали, что смерть Бигелоу была вызвана смесью препаратов, обнаруженных в его организме, включая кокаин и антидепрессанты. Бигелоу также страдал сердечной недостаточностью, особенно артериосклеротическим сердечно-сосудистым заболеванием, и имел серьёзные проблемы со спиной.

## Титулы и достижения
- American Combat Wrestling
  - Командный чемпион ACW (1 раз) — с Ральфом Моска
- Continental Wrestling Association
  - Южный чемпион AWA в тяжёлом весе (1 раз)
- Extreme Championship Wrestling
  - Чемпион мира ECW в тяжёлом весе (1 раз)
  - Телевизионный чемпион мира ECW (1 раз)
- NWA Northeast
  - Северо-восточный чемпион NWA в тяжёлом весе (1 раз, первый в истории)
- New Japan Pro-Wrestling
  - Командный чемпион IWGP (1 раз) — с Биг Ван Вейдером
- Pro Wrestling Illustrated
  - № 24 в топ 500 рестлеров в рейтинге PWI 500 в 1994
- Universal Superstars of America
  - Чемпион USA в тяжёлом весе (1 раз)
- USA Pro Wrestling
  - Чемпион USA Pro в тяжёлом весе (2 раза)
- World Championship Wrestling
  - Хардкорный чемпион WCW (1 раз)
  - Командный чемпион мира WCW (2 раза) — с Даймондом Далласом Пейджем (1 раз) и с Даймондом Далласом Пейджем и Крисом Каньоном (1 раз)
- World Class Wrestling Association
  - Телевизионный чемпион WCWA (1 раз)
- World Star Wrestling Federation
  - Чемпион WSWF в тяжёлом весе (1 раз, первый в истории)
- World Wrestling Federation
  - Slammy Award за лучшую голову (1987) с Джином Окерландом
- Wrestle Association R
  - Командный чемпион мира WAR в матчах шести человек (1 раз) — с Хиромити Фуюки и Ёдзи Андзё
  - Six Man Tag Team Tournament (1994) — с Гэнъитиро Тенрю и Ацуси Онитой
- Wrestling Observer Newsletter
  - Новичок года (1986)